# Wilhelms-Kreuz (Hannover)
Das Wilhelms-Kreuz war ein Ehrenzeichen des Königreichs Hannover, das zwischen 1837 und 1866 verliehen wurde.

## Geschichte
Es wurde am 2. März 1837 von König Wilhelm IV. von Hannover als Dienstauszeichnung für Offiziere gestiftet. Verliehen werden konnte es nach 25 Jahren treuen und vorwurfsfreien Dienst an Offiziere der Hannoverschen Armee. Kriegsjahre wurden dabei gewöhnlich doppelt gezählt. Das Wilhelms-Kreuz musste nach dem Tod des Empfängers zurückgegeben werden.
An Unteroffiziere und Mannschaften konnte die zugleich gestiftete Wilhelms-Medaille verliehen werden. Die erste Verleihung des Wilhelms-Kreuzes fand erst nach dem Tod seines Stifters am 16. Juli 1837 statt. Am 9. August 1845 stiftete König Ernst August das Ernst-August-Kreuz, das als Steigerung des Wilhelms-Kreuzes gedacht war und nach 50 Dienstjahren an Offiziere verliehen wurde.
König Georg V. von Hannover erweiterte am 20. April 1855 den Kreis der Empfangsberechtigten des Wilhelms-Kreuzes auch auf bestimmte Militärjustizbeamte (Auditeure). Demnach konnten auch General-Auditeure, Stabs-Auditeure und Garnisons-Auditeure nach 25 Dienstjahren die Auszeichnung erhalten. Voraussetzung dafür war der durchgehende Dienst in der Militärgerichtsbarkeit und das Tragen der entsprechenden militärischen Uniform.
Seit der preußischen Annexion Hannovers am 1. Oktober 1866 wird das Wilhelms-Kreuz nicht mehr verliehen.

## Gestaltung des Abzeichens
Das Abzeichen ist ein goldenes Tatzenkreuz, in dessen Medaillon auf der Vorderseite die Initialen des Stifters W.R. IV., die von einer Krone überragt werden, zu sehen sind. Auf der Rückseite steht die Zahl XXV. Die Kreuze wurden bis 1860 hohl aus Goldblech gefertigt. Danach wurden die Kreuze aus vergoldetem Kupferblech hergestellt.
Die Auszeichnung wurde ursprünglich an einem gelb-weißen Band auf der linken Brustseite getragen. Seit 1845 war das Band dunkelrot mit dunkelblauem Randstreifen.